# Telemator
Telemator är en programvara för hantera dokumentation, registrering och drift av olika nätverkssammansättningar och dess infrastruktur. Exempel är bredband-, telefoni- och datanät. Telemator utvecklas av MX Data i samarbete med olika individer inom relevanta branscher. Telemator är moduluppbyggt. Det finns sex stycken grundmoduler, nätdiagrammodul, kanalisationsmodul, trunkmodul, ordermodul samt projekteringsmodul. Det finns även tredjepartsprogramvara till Telemator.